# Harpalus flavescens

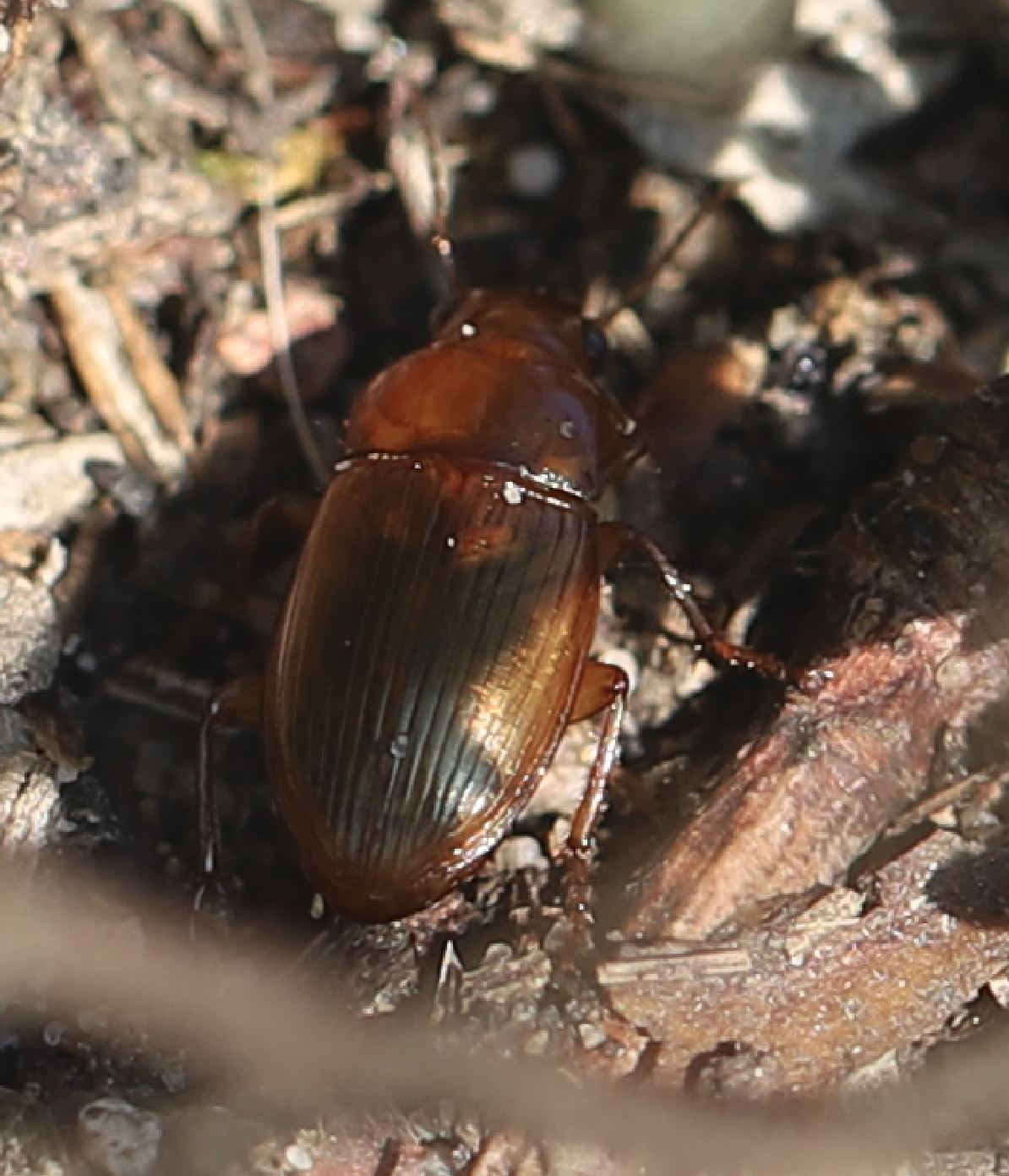
Ansicht von hinten

Harpalus flavescens, auch als Gelber Schnellläufer bekannt, ist ein Käfer aus der Familie der Laufkäfer (Carabidae).

## Merkmale
Die einfarbig gelbbraunen Käfer sind 11–13 mm lang. Ihre vorderen Tibien sind am Ende schräg abgestutzt. Die Dörnchenreihe auf der Unterseite der vorderen Tibien geht kontinuierlich in die Reihe der Präapikaldörnchen an deren Spitze über. Sowohl die Flügeldecken als auch die Oberseite der Tarsen ist kahl. Das Prosternum ist vorne ohne abstehende Borsten. Der Halsschild ist nach hinten ausgeschweift verengt. Außerdem weist er scharfe Hinterwinkel auf. Die Halsschildbasis ist mehr oder weniger vollständig punktiert.

## Ähnliche Arten
- Amara fulva – sehr ähnlich, geringfügig kleiner

## Verbreitung
Das Vorkommen von Harpalus flavescens reicht von Mitteleuropa über Osteuropa bis in den Kaukasus. Im Norden reicht das Vorkommen bis nach Südschweden und nach Südfinnland.

## Lebensweise
Die psammophile, versteckt lebende Käferart ist an trockene sandige Lebensräume gebunden. Dies können offene Sandflächen, Sandflure oder Sandtrockenrasen-Biotope sein, wie sie auf Küsten- und Binnendünen aber auch in Heidelandschaften oder in Sandgruben vorkommen. Dort treten die Käfer insbesondere am Rande sandiger Kiefernwälder und an trockenen Waldlichtungen auf. Die Käfer beobachtet man gewöhnlich in den Monaten Juni bis September.

## Taxonomie
In der Literatur finden sich folgende Synonyme:
- Harpalus fabricii Crotch, 1871
- Harpalus rufus Brueggemann, 1873